# Metro w Guadalajarze
Metro w Guadalajarze – system metra w Guadalajarze, w Meksyku, który jest formalnie znany jako SITEUR (Sistema de Tren Eléctrico Urbano). Jest to rodzaj kolei miejskiej obsługującej gminy Guadalajara, Zapopan i Tlaquepaque, w stanie Jalisco w Meksyku. SITEUR jest również przedsiębiorstwa państwowego, które obsługuje system. Otwarto go w 1989 roku, który obecnie ma trzy linie: linia nr 1 (czerwony) z północy na południe, z 20 stacjami i linia nr 2 (zielony), z centrum na wschód, z 10 stacjami i linia nr 3 (różowy), z północy na południe, z 18 stacjami. Linia nr 4 (pomarańczowa), która będzie obsługiwać południową część miasta, z 8 stacjani jest w budowie i jej otwarcie planowane jest na jesień 2025 roku.

Schemat sieci metra w Guadalajarze.
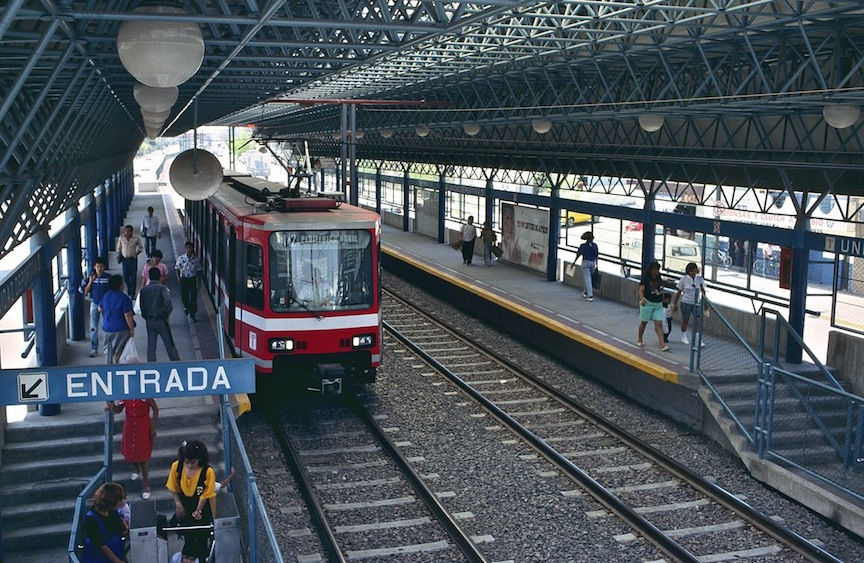
Pociąg na stacji metra Unidad Deportiva położonej na trasie linii 1. Zdjęcie z roku 1990.